# Assassinio di Rajiv Gandhi
Rajiv Gandhi, ex primo ministro dell'India, fu assassinato in un attentato suicida a Sriperumbudur, vicino a Chennai, nel Tamil Nadu, in India, martedì 21 maggio 1991. Nell'attentato altre 14 persone rimasero uccise. L'attentatrice, Thenmuli Rajaratnam, nota anche come Dhanu, faceva parte delle Tigri Tamil, un'organizzazione militante dello Sri Lanka. All'epoca l'India aveva appena concluso il proprio coinvolgimento, attraverso l'Indian Peace Keeping Force, nella guerra civile in Sri Lanka.

## L'attentato

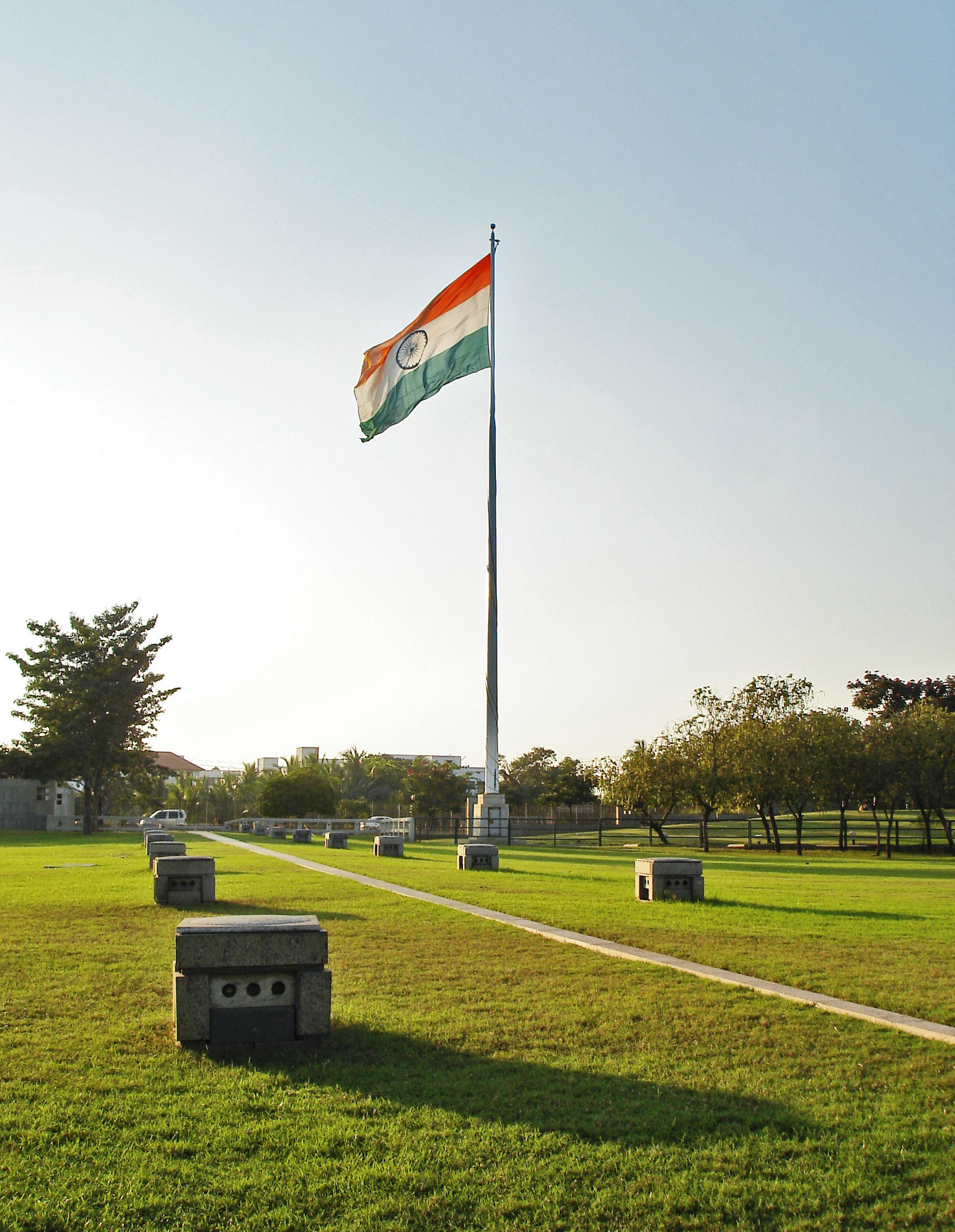
Conosciuto come "Il sentiero della luce", è il percorso fatto da Rajiv appena prima di essere assassinato.

Rajiv Gandhi stava conducendo la campagna elettorale per le imminenti elezioni negli stati del sud dell'India. Il 21 maggio si trovava in Tamil Nadu; dopo aver visitato Visakhapatnam, si diresse verso Sriperumbudur. Circa due ore dopo il suo arrivo a Chennai, all'interno di una Ambassador bianca prese parte al corteo che l'avrebbe condotto a Sriperumbudur, fermandosi più volte lungo la strada. Quando giunse nella campagna circostante la cittadina, scese dall'auto e cominciò a camminare verso il palco dove avrebbe dovuto tenere un discorso. Lungo la strada, venne fermato da molti sostenitori, attivisti del partito del Congresso e numerosi bambini. Alle 22:10 circa, l'assassina si avvicinò e lo salutò. Mentre si chinava a toccare i suoi piedi, simulando un gesto di profondo rispetto, fece detonare una cintura carica di esplosivo RDX infilata sotto il vestito. Gandhi, la sua assassina e altre 14 persone furono uccisi nell'esplosione; altre 33 rimasero ferite. L'ordigno conteneva circa 10 000 sfere metalliche di 2 mm di diametro. Gli attimi prima dell'attentato furono immortalati da un fotografo locale, morto anch'egli nell'esplosione.

## Il funerale
Il corpo mutilato di Rajiv fu trasportato in aereo a Nuova Delhi e da qui all'Ill India Institute of Medical Sciences per l'autopsia e la ricostruzione.
Il funerale di stato si tenne a Nuova Delhi il 24 maggio 1991. Fu trasmesso in diretta televisiva a livello nazionale e internazionale e vide la partecipazione di dignitari e personalità di spicco da oltre 60 paesi. L'evento richiese un ingente spiegamento di forze di polizia per mantenere la sicurezza.
Il corpo fu cremato sulle rive del fiume Yamuna lo stesso giorno, vicino al luogo di cremazione della madre Indira, del fratello Sanjay e del nonno. Il sito di cremazione divenne noto come Veer Bhumi.

## Le indagini e la sentenza
Il 22 maggio 1991, il governo Chandrasekhar assegnò le indagini al CBI. L'agenzia creò una squadra speciale di investigazione (SIT) diretta da D. R. Karthikeyan per stabilire i responsabili dell'attentato. La squadra accertò il ruolo delle Tigri Tamil nell'assassinio che fu successivamente confermato dalla Corte Suprema dell'India.
La decisione da parte delle Tigri Tamil di eliminare Rajiv fu motivata dall'intenzione dello stesso Rajiv di inviare l'Indian Peace Keeping Force per disarmare le Tigri se fosse tornato al potere. Inoltre Rajiv difese la firma dell'accordo tra India e Sri Lanka del 1987.

## La sentenza

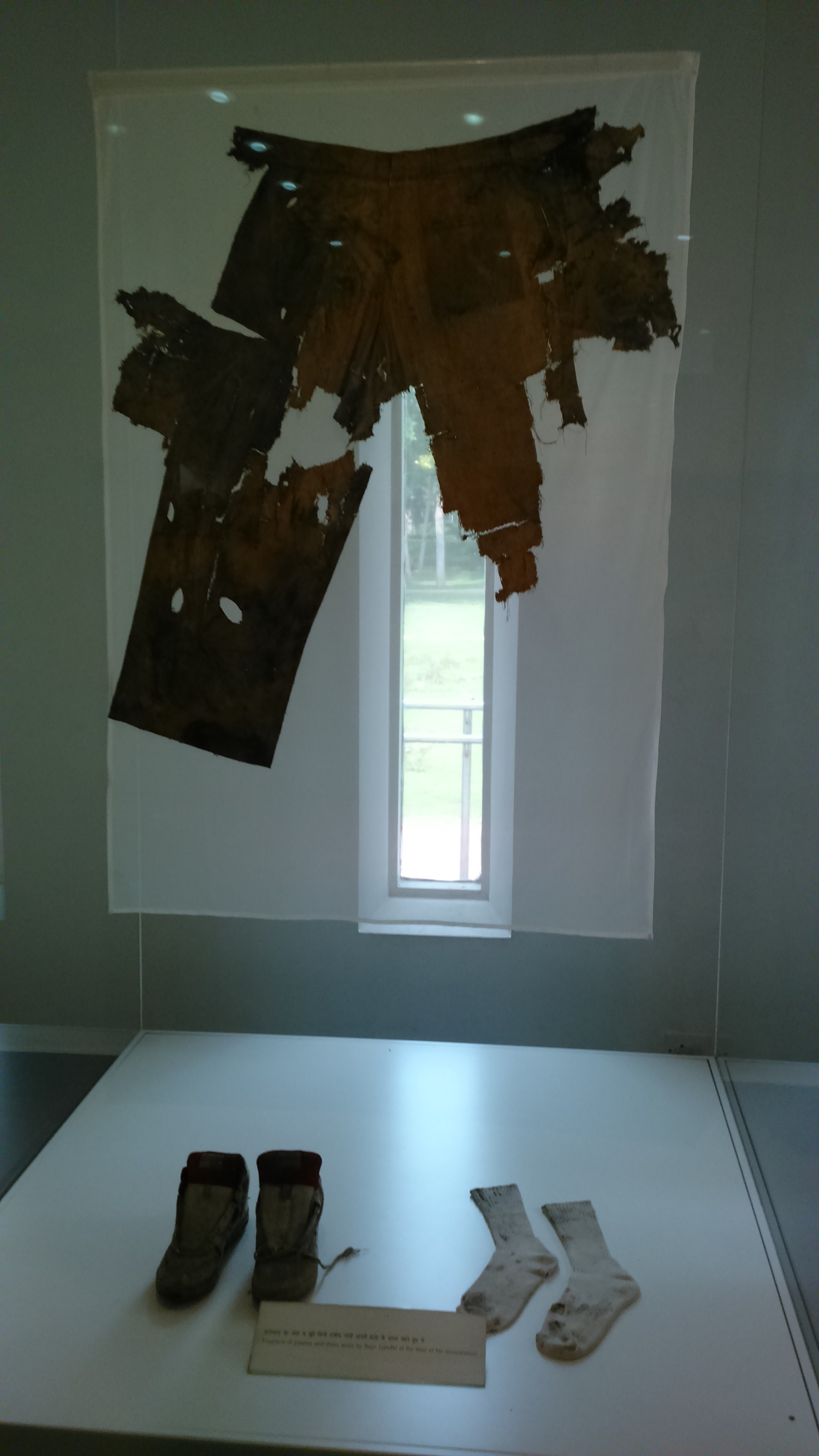
I resti dei vestiti indossati da Rajiv durante l'attentato.

La sentenza della Corte Suprema dell'India stabilì che l'omicidio fu ordinato dal capo delle Tigri Tamil, Velupillai Prabhakaran, il quale nutriva dell'odio personale nei confronti di Rajiv Gandhi. L'amministrazione politica di Rajiv, inoltre, si era inimicata altre organizzazioni militanti Tamil per aver ripristinato il legittimo governo dopo il colpo di stato militare nelle Maldive nel 1988.
Il 28 gennaio 1998, il tribunale designato a Chennai condannò a morte tutti i 26 imputati.
In appello, la pena capitale fu confermata solo per quattro degli imputati mentre gli altri ventidue furono condannati a pene detentive. Il giudice affermò che non c'erano prove per dimostrare che l'intenzione dell'attentato era di intimidire il governo, ma che fosse un atto terroristico a tutti gli effetti. La cospirazione fu ordita a partire dal 1987. Il gruppo di investigazione speciale della CBI non fu in grado di individuare quando fu effettivamente presa la decisione di uccidere Rajiv Gandhi.

## Falle nella sicurezza

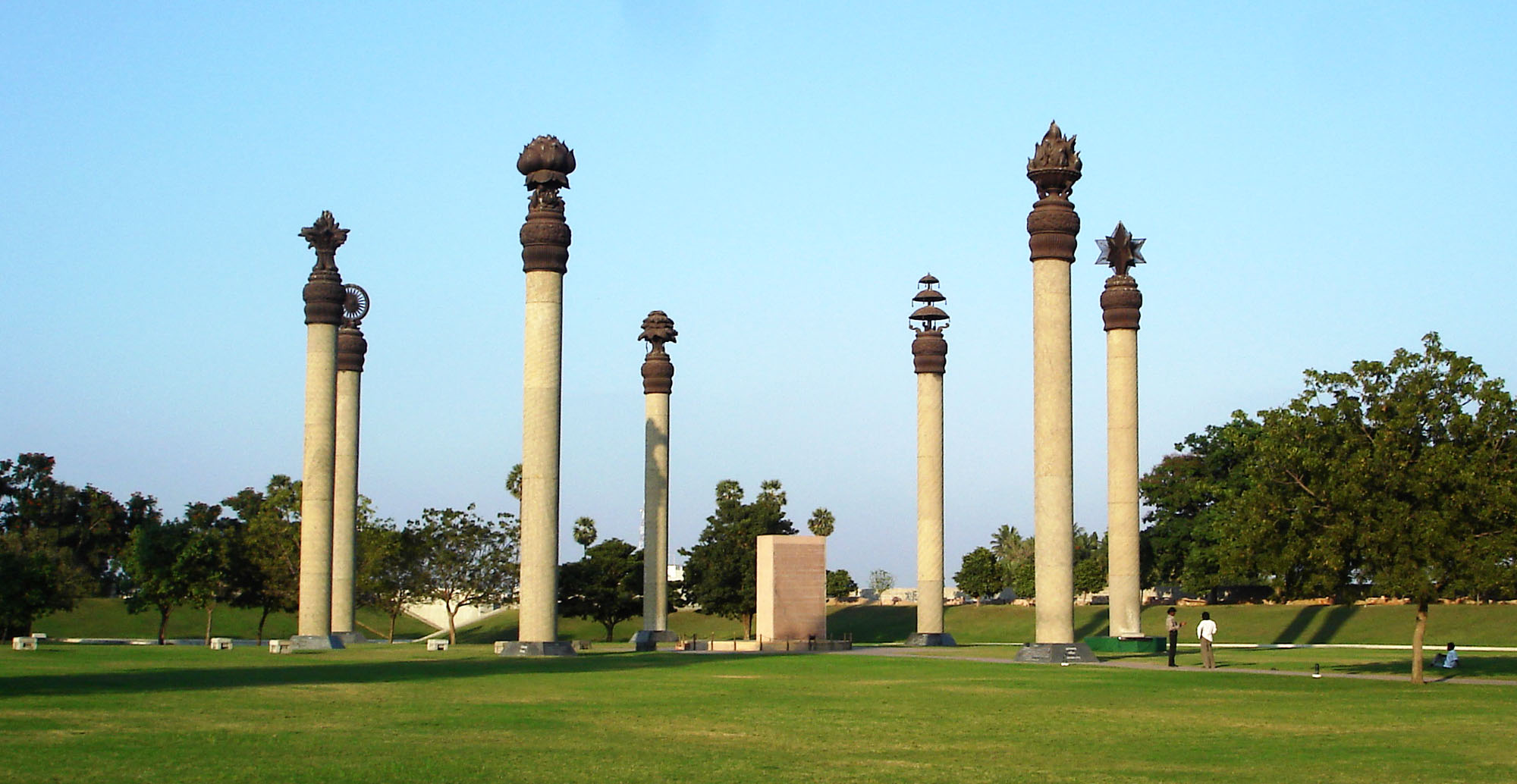
Le sette colonne che rappresentano le sette virtù umane circondano il luogo dell'attentato, presso il Rajiv Gandhi Memorial a Sriperumbudur.

Per appurare eventuali le falle nel sistema di sicurezza, fu istituita la commissione Justice J S Verma.
Il rapporto finale, presentato nel giugno 1992, concluse che le misure di sicurezza per proteggere l'incomunità dell'ex Primo ministro furono adeguate, ma che i leader locali del partito del Congresso disattesero queste misure.
Rajiv fu ripetutamente informato della possibilità di un attentato in Tamil Nadu. L'allora governatore dello stato, Nadu Bhism Narayan Singh, lo avvertì del pericolo al telefono, pregandolo di cancellare la visita.
Rajiv aveva precedentemente incontrato due delegazioni delle Tigri Tamil, il 5 marzo 1991 ed il 14 marzo 1991 a Nuova Delhi.
Entrambe le delegazioni assicurarono al primo ministro che non c'era alcuna minaccia e che poteva visitare il Tamil Nadu senza temere per la sua vita.